# Интерполирование с кратными узлами
Интерполирование с кратными узлами — задача о построении многочлена минимальной степени, принимающего в некоторых точках (узлах интерполяции) заданные значения, а также заданные значения производных до некоторого порядка.
Показывается, что существует единственный многочлен {\displaystyle \ P_{n}(x)} степени {\displaystyle \ n}, удовлетворяющий условиям:
{\displaystyle P_{n}^{(k)}(x_{i})=f_{i,k},i=1,\cdots ,m;k=0,\cdots ,n_{i}-1}, где {\displaystyle n_{1}+n_{2}+\cdots +n_{m}=n+1}.
Этот многочлен называют многочленом с кратными узлами, или многочленом Эрмита. В общем виде:
{\displaystyle P_{n}(x)=\sum _{i=1}^{m}\sum _{k=0}^{n_{i}-1}l_{i,k}(x)f_{i,k}}, {\displaystyle \ m} — количество узлов и {\displaystyle \ n_{i}} — кратность узла {\displaystyle \ x_{i}}.
Шарль Эрмит показал, что
{\displaystyle l_{i,k}(x)=\left[{\frac {1}{k!}}{\frac {\prod _{j=1}^{m}(x-x_{j})^{n_{j}}}{(x-x_{i})^{n_{i}}}}\right]\sum _{s=0}^{n_{i}-k-1}c_{s}^{i}(x-x_{i})^{k+s}}, где {\displaystyle \ c_{s}^{i}} — коэффициенты ряда Тейлора для функции {\displaystyle {\frac {(x-x_{i})^{n_{i}}}{\prod _{j=1}^{m}(x-x_{j})^{n_{j}}}}=\sum _{s=0}^{\infty }c_{s}^{i}(x-x_{i})^{s}}.

## Частные случаи
- Если все {\displaystyle \ n_{i}} равны единице, то интерполяционный многочлен Эрмита совпадает с интерполяционным многочленом Лагранжа.
- Если количество узлов интерполяции равно единице, то интерполяционный многочлен Эрмита совпадает с многочленом Тейлора.
- Если количество узлов интерполяции равно двум и в каждом задано значение функции и значение её производной — имеем задачу о построении кубического сплайна.